# Crocidura macarthuri
Crocidura macarthuri là một loài động vật có vú trong họ Chuột chù, bộ Soricomorpha. Loài này được St. Leger mô tả năm 1934.